# エリック・フレンツェル
エリック・フレンツェル（Eric Frenzel、1988年11月21日 - ）は、ドイツのカール＝マルクス＝シュタット県（現在のザクセン州ケムニッツ行政管区）アンナブルク=ブッフホルツ出身のノルディック複合選手。

## プロフィール
2007年、ノルディックスキージュニア世界選手権のスプリントで金メダル、団体で銀メダルを獲得。
2008年1月20日にマススタートでノルディック複合・ワールドカップ初勝利。
2009年ノルディックスキー世界選手権団体戦では銀メダルを獲得した。
2009-2010シーズン、開幕から3試合連続3位入賞するなど好調で、2010年バンクーバーオリンピックの団体戦ではヨハネス・ルゼック、ティノ・エデルマン、ビョルン・キルヒアイゼンとともに銅メダルを獲得した。
2013-2014シーズン、2014年ソチオリンピックの個人ノーマルヒルでは、後半距離のラストで競り合った渡部暁斗を抜き、金メダルを獲得した。
2016-2017シーズン、世界選手権では同じドイツ勢のルゼックの影に隠れ、一時期、総合首位の座もルゼックに譲っていたが、世界選手権後の個人戦4試合で優勝3回、2位1回の好成績で逆転し、5シーズン連続の総合優勝を達成した。
2017-2018シーズン、2018年平昌オリンピックの個人ノーマルヒルでは2大会連続で渡部暁斗と競り合いオリンピック2連覇を果たした。また個人ラージヒルでは3位となった。さらに団体戦でも金メダルを獲得した。

## 主な成績
- オリンピック

- 2010年バンクーバーオリンピック（ カナダ）
  - 個人10kmノーマルヒル10位、個人10kmラージヒル40位、団体銅メダル
- 2014年ソチオリンピック（ ロシア）
  - 個人10kmノーマルヒル金メダル、個人10kmラージヒル10位、団体銀メダル
- 2018年平昌オリンピック（ 韓国）
  - 個人10kmノーマルヒル金メダル、個人10kmラージヒル銅メダル、団体金メダル

### 世界選手権
- 2007年札幌（ 日本）
  - 個人22位
- 2009年リベレツ（ チェコ）
  - 団体銀メダル、個人ノーマルヒル34位、個人ラージヒル29位、マススタート8位
- 2011年オスロ（ ノルウェー）　
  - 個人ノーマルヒル金メダル、個人ラージヒル銅メダル、団体ノーマルヒル銀メダル、団体ラージヒル銀メダル
- 2013年ヴァル・ディ・フィエンメ（ イタリア）
  - 個人ノーマルヒル4位、個人ラージヒル金メダル、団体ノーマルヒル6位、チームスプリント銅メダル
- 2015年ファルン（ スウェーデン）
  - 個人ノーマルヒル4位、個人ラージヒル9位、団体ノーマルヒル金メダル、チームスプリント銀メダル
- 2017年ラハティ（ フィンランド）
  - 個人ノーマルヒル銀メダル、個人ラージヒル7位、団体ノーマルヒル金メダル、チームスプリント金メダル

### ワールドカップ
- 優勝41回、2位19回、3位11回（2017年3月20日時点）
- シーズン個人総合 優勝5回（2012-2013、2013-2014、2014-2015、2015-2016、2016-2017）